# Horóscopo gitano
El Horóscopo Gitano es la astrología que utiliza el pueblo gitano, para predecir el futuro o leer la suerte sobre el destino de las demás personas. Aparte de otras tradiciones adivinatorias, como la cartomancia y quiromancia, con la baraja española, los gitanos han desarrollado su propia cosmovisión. Los gitanos tienen signos que determinan las características individuales, particulares para los nacidos dentro de distintas fechas. Estos signos parecen guardar una correspondencia con los de la astrología clásica occidental.

## Signos
21/ 1 al 19/ 2= Copa
20/ 2 al 20/ 3= Capilla
21/ 3 al 20/ 4= Puñal
21/ 4 al 20/ 5= Corona
21/ 5 al 20/ 6= Candelabros
21/ 6 al 21/ 7= Rueda
22/ 7 al 22/ 8= Estrella
23/ 8 al 22/ 9= Campana
23/ 9 al 22/10= Moneda
23/10 al 21/11= Daga
22/11 al 21/12= Hacha
22/12 al 20/ 1= Herradura